# 學友光年世界巡迴演唱會
學友光年世界巡迴演唱會是香港歌手張學友在2007年及2008年於世界各地開展的一次巡迴演出活動，演唱會在中國內地稱為「張學友好久不見世界巡迴演唱會」。演唱會在各地均引起搶票熱潮，且在多地出現門票供不應求的情況。演出共進行105場，是近年來華人歌手舉辦演唱會規模最大的一次，可媲美他於1995年所進行的100場世界巡迴演唱會的演出數量。演唱會的主贊助商為AIG（美國國際集團）。

## 巡演简介
演唱會首先於2007年2月18日於美國的拉斯維加斯進行2場，之後分別在加拿大的多倫多以及美國的大西洋城分別進行2場，場場爆滿。張學友隨即回到中國內地，以廣州作為整個內地巡演的掀幕，氣氛極佳。隨後在內地不同地方的演出亦大獲好評，其中於4月在上海八萬人體育館上演的兩場更成為焦點。在張學友在中國內地不同地方的巡演期間，他曾在日本、台灣、新加坡和印度尼西亞演出，其中以台北的2場最注目，另外新加坡的3場亦被廣泛報導，因張學友的投入演出被無理批評為「失常」事後有很多歌迷和傳媒替張學友抱不平。
2007年8月，演唱會在世界各地巡迴演出48場後回到香港，準備在香港體育館連續舉行18場個人演唱會。在首場開始前，門票亦被搶購一空，以場次數目來看，為近些年來不景氣的香港流行音樂前所罕見。後因身體原因，共在香港舉行了16場。完成香港站後，他回到中國內地繼續巡演歷程，期間亦到達馬來西亞和澳洲演出，而新西蘭的一場則因場地問題要取消。
因歌迷的反應十分熱烈，演唱會已完成在中國內地、加拿大、美國、新加坡、台灣和馬來西亞的加演。演唱會尾站於香港西九龍區的中天地舉行最後6場露天的大型演唱會，繼而結束整個世界巡演。

## 主創人員
- 藝術總監：張學友
- 演唱會總監：陳淑芬
- 出品人：陳淑芬、陳柳泉
- 世界巡迴演唱會製作：天星娛樂有限公司
- 監製：劉宏基
- 導演：王君櫻
- 音樂總監：杜自持
- 伴奏：恭碩良、伍仲衡、梁志權、劉熙信、盧子聰
- （本章節處於整理狀態中）

## 音樂劇元素
演唱會中張學友邀音樂劇作曲家高世章將音樂劇《雪狼湖》與歌舞電影《如果愛》中的音樂穿插，組成一部小型的音樂劇，在各地表演獲得好評。這并不是張學友第一次將音樂劇表演穿插在演唱會當中，早於1991年，他就在《張學友91每天愛你多一些演唱會》中邀請香港演員關之琳表演了一個小型穿插方式的音樂劇。

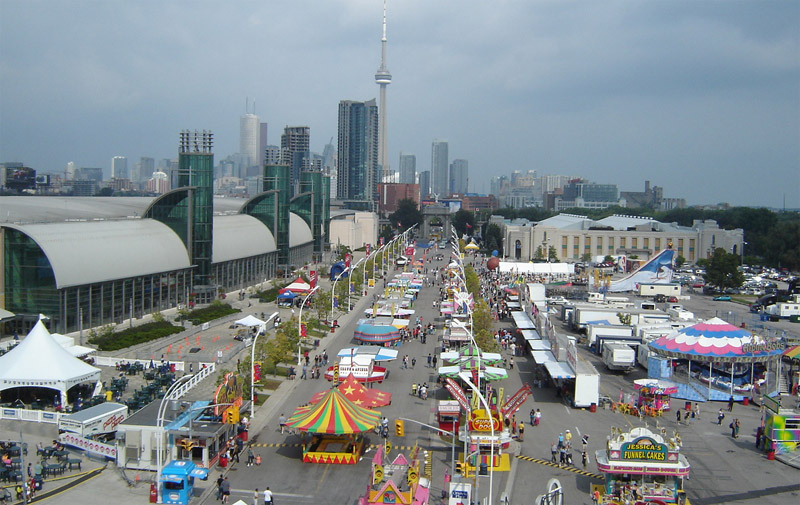
巡演場地之一的加拿大博覽會CNE

## 事件

### 取消演出事件
2007年9月2日和3日原定於香港體育館舉行的香港第17和18場（世界第59和60場）的演唱會，但因為張學友身體不適而要取消，並推遲至2008年1月26日及27日進行，事件引起了部分歌迷的失望。一些外地，如台灣、韓國、日本和中國內地的歌迷遠道奔赴香港亦未能欣賞到演出，對整個巡演造成了負面的影響。但大部分歌迷在網路中留言表示支持張學友臨時取消的决定，他們表示張學友作為一個敬業型以及追求完美演出的藝人，由於身體不適而取消演出是正確的行為，並表示如果身體狀態不佳影響到演出效果才是一種不佳的舉動。另外有網友留言表示張學友作為一個近50歲的藝人可以在半年時間內在世界各地巡迴近60場演唱會，並且在內地的場次基本上都要表演四小時以上，這種最佳的狀態維持到現在已經很不容易，他們都表示完全支持、欣賞和祝福張學友。
而主辦單位亦舉行記者會公佈持該兩場門票之觀眾可於2007年9月5至12日前住香港體育館辦理換票及退票手續。持有2007年9月2日（星期日）門票之觀眾可換取2008年1月27日（星期日）演出之相同票價門票，而持有2007年9月3日（星期一）門票之觀眾可換取2008年1月26日（星期六）演出之相同票價門票。

### 逸事
与他的音乐歌剧《雪狼湖》一样，此次演唱会亦受到了许多娱乐圈内人士的高度捧场，根据香港讨论区以及一些传媒的报道，许多香港、台灣以及中国的政界人士，社會名流及娱乐界明星亦多次光顾张学友的演出现场，包括中聯辦副主任李剛，香港政務司司長唐英年，前財政司司長梁錦松伏明霞夫婦等，期间更加传出梁咏琪在欣赏演出时忍不住感触而落泪。
2007年9月30日北京演唱會中，自下午1時到晚間9時，由於許多樂迷駕駛私家車奔赴現場會現場，造成北京南部特別是豐台區的多個主要幹綫大塞車；以至於數千樂迷直到演唱會後半段才有機會進入場館中。10月1日在北京的第二場演唱會前，北京武警總隊以及豐台區交警大隊出動數百警力維持交通秩序。在當天清晨，北京交通台廣播中亦有多次提醒樂迷欣賞演唱會前最好採用公共交通系統去表演場地，北京交通臺的主持人更是驚呼張學友魅力實在太大，西四環路遭遇了歷史上最大的半天交通流量。

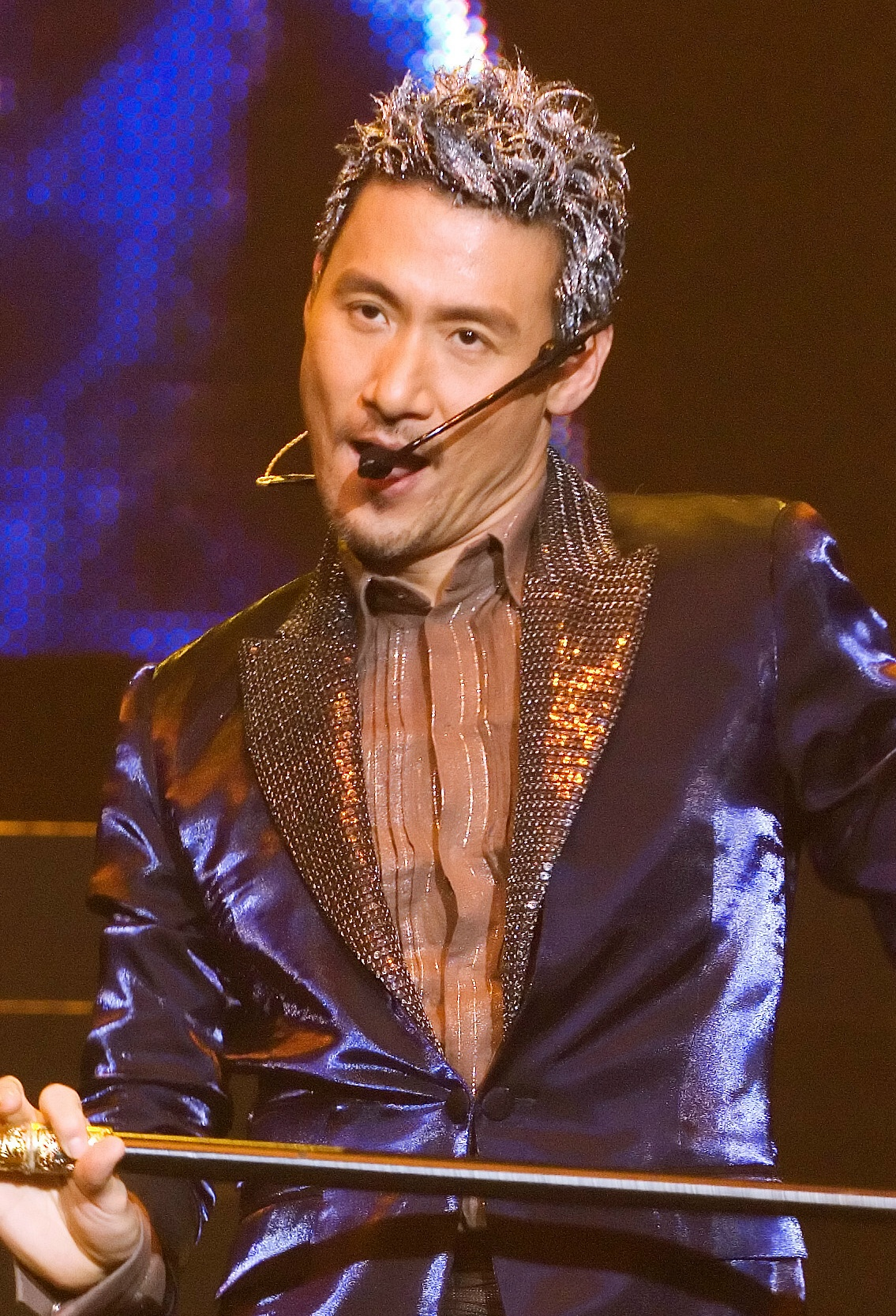
2008年1月18日马来西亚云顶，學友光年世界巡迴演唱會第97场

2008年1月，張學友收到他之前救助過的殘肢患者「斌仔」的電郵，其內容是請張學友帮忙稍后由香港脊髓损伤基金所举办的慈善秀演出，但張學友由於25號將要舉行預期的演唱會，無法出席該慈善活動，所以臨時決定將自己當天演唱會所有的貴賓門票全部所得捐献香港脊髓损伤基金。此外，学友又将网上拍卖门票所得的收益，拨出十万元捐给护苗基金。
2008年1月25日，张学友在香港西九龍中天地的户外场地举行其此次演唱会的第100场，包括陈奕迅等多位知名艺人到现场观看演出，尤其以陈奕迅最为歌迷和媒体瞩目，他身着雨衣不时伴隨歌聲起身跳舞，并煽动周围歌迷同他一同热舞。
德國森海塞爾公司特別為張學友在此次演唱會中量身定做了一款金色的森海塞爾特製話筒，型號是SKM 5200，亦配有森海塞爾公司旗下企業Neumann生產的KK105S話筒頭，話筒亦刻有張學友的簽名。2008年4月，森海塞爾德國總部曾推出數個SKM 5200，得到了音樂發燒友的一致好評。
演唱會的海報設計者是奚仲文。紀念品則由葛民輝設計，包括T恤，帽子，鞋。

## 巡迴場次
| 场次 | 日期           | 國家／地區       | 省份／城市           | 場館                         | 备注 |
| ---- | -------------- | ---------------- | -------------------- | ---------------------------- | ---- |
| 1    | 2007年2月18日  | 美国             | 內華達州拉斯維加斯   | 凱撒皇宮大酒店羅馬大劇場     |      |
| 2    | 2007年2月19日  | 美国             | 內華達州拉斯維加斯   | 凱撒皇宮大酒店羅馬大劇場     |      |
| 3    | 2007年2月22日  | 加拿大           | 安大略省多倫多       | 加拿大博覽會                 |      |
| 4    | 2007年2月23日  | 加拿大           | 安大略省多倫多       | 加拿大博覽會                 |      |
| 5    | 2007年2月25日  | 美国             | 新澤西州大西洋城     | 印度宮殿大酒店               |      |
| 6    | 2007年2月25日  | 美国             | 新澤西州大西洋城     | 印度宮殿大酒店               |      |
| 7    | 2007年3月31日  | 中国             | 廣東省廣州市         | 天河體育場                   |      |
| 8    | 2007年4月7日   | 中国             | 江蘇省南京市         | 五台山體育場                 |      |
| 9    | 2007年4月13日  | 中国             | 江西省南昌市         | 八一體育場                   |      |
| 10   | 2007年4月15日  | 中国             | 四川省成都市         | 成都體育中心                 |      |
| 11   | 2007年4月20日  | 中国             | 上海市               | 上海體育場                   |      |
| 12   | 2007年4月21日  | 中国             | 上海市               | 上海體育場                   |      |
| 13   | 2007年4月26日  | 中国             | 廣西壯族自治區南寧市 | 廣西壯族自治區體育場         |      |
| 14   | 2007年4月30日  | 中国             | 浙江省杭州市         | 黃龍體育中心體育場           |      |
| 15   | 2007年5月6日   | 中国             | 浙江省台州市         | 台州體育中心                 |      |
| 16   | 2007年5月12日  | 中国             | 福建省福州市         | 福州省體育中心               |      |
| 17   | 2007年5月18日  | 中国             | 浙江省溫州市         | 溫州市體育中心體育場         |      |
| 18   | 2007年5月20日  | 澳門             | 澳門特別行政區       | 澳門運動場                   |      |
| 19   | 2007年5月25日  | 中国             | 黑龍江省哈爾濱市     | 哈爾濱國際會展體育中心體育場 |      |
| 20   | 2007年5月27日  | 中国             | 湖北省武漢市         | 武漢體育中心                 |      |
| 21   | 2007年6月1日   | 中国             | 湖南省長沙市         | 長沙賀龍體育中心             |      |
| 22   | 2007年6月3日   | 中国             | 河南省鄭州市         | 河南省體育中心               |      |
| 23   | 2007年6月9日   | 中国             | 重慶市               | 重慶奧體中心                 |      |
| 24   | 2007年6月10日  | 中国             | 重慶市               | 重慶奧體中心                 |      |
| 25   | 2007年6月15日  | 中国             | 江蘇省常熟市         | 常熟體育中心                 |      |
| 26   | 2007年6月20日  | 日本             | 東京                 | 東京國際論壇大樓A會堂        |      |
| 27   | 2007年6月22日  | 中国             | 廣東省佛山市         | 佛山世紀蓮體育中心           |      |
| 28   | 2007年6月24日  | 中国             | 安徽省合肥市         | 合肥市體育中心               |      |
| 29   | 2007年6月29日  | 中国             | 江蘇省昆山市         | 馬鞍山西路體育中心體育場     |      |
| 30   | 2007年7月1日   | 中国             | 貴州省貴陽市         | 貴陽市新體育場               |      |
| 31   | 2007年7月6日   | 臺灣             | 台北市               | 台北小巨蛋                   |      |
| 32   | 2007年7月7日   | 臺灣             | 台北市               | 台北小巨蛋                   |      |
| 33   | 2007年7月13日  | 新加坡           | 新加坡               | 新加坡室內體育館             |      |
| 34   | 2007年7月14日  | 新加坡           | 新加坡               | 新加坡室內體育館             |      |
| 35   | 2007年7月15日  | 新加坡           | 新加坡               | 新加坡室內體育館             |      |
| 36   | 2007年7月20日  | 印度尼西亞       | 北蘇門答臘省棉蘭     | Appron Kelapa Sawit          |      |
| 37   | 2007年7月22日  | 印度尼西亞       | 北蘇門答臘省棉蘭     | Appron Kelapa Sawit          |      |
| 38   | 2007年7月27日  | 中国             | 廣東省深圳市         | 深圳體育場                   |      |
| 39   | 2007年7月29日  | 中国             | 天津市               | 泰達足球場                   |      |
| 40   | 2007年8月5日   | 中国             | 山西省太原市         | 山西省體育場                 |      |
| 41   | 2007年8月10日  | 中国             | 廣東省東莞市         | 東莞市體育中心體育場         |      |
| 42   | 2007年8月12日  | 中国             | 河北省石家莊市       | 石家莊裕彤體育中心           |      |
| 43   | 2007年8月17日  | 香港             | 香港特別行政區       | 紅磡體育館                   |      |
| 44   | 2007年8月18日  | 香港             | 香港特別行政區       | 紅磡體育館                   |      |
| 45   | 2007年8月19日  | 香港             | 香港特別行政區       | 紅磡體育館                   |      |
| 46   | 2007年8月20日  | 香港             | 香港特別行政區       | 紅磡體育館                   |      |
| 47   | 2007年8月21日  | 香港             | 香港特別行政區       | 紅磡體育館                   |      |
| 48   | 2007年8月22日  | 香港             | 香港特別行政區       | 紅磡體育館                   |      |
| 49   | 2007年8月23日  | 香港             | 香港特別行政區       | 紅磡體育館                   |      |
| 50   | 2007年8月24日  | 香港             | 香港特別行政區       | 紅磡體育館                   |      |
| 51   | 2007年8月25日  | 香港             | 香港特別行政區       | 紅磡體育館                   |      |
| 52   | 2007年8月26日  | 香港             | 香港特別行政區       | 紅磡體育館                   |      |
| 53   | 2007年8月27日  | 香港             | 香港特別行政區       | 紅磡體育館                   |      |
| 54   | 2007年8月28日  | 香港             | 香港特別行政區       | 紅磡體育館                   |      |
| 55   | 2007年8月29日  | 香港             | 香港特別行政區       | 紅磡體育館                   |      |
| 56   | 2007年8月30日  | 香港             | 香港特別行政區       | 紅磡體育館                   |      |
| 57   | 2007年8月31日  | 香港             | 香港特別行政區       | 紅磡體育館                   |      |
| 58   | 2007年9月1日   | 香港             | 香港特別行政區       | 紅磡體育館                   |      |
| 59   | 2007年9月7日   | 中国             | 吉林省長春市         | 南嶺體育場                   |      |
| 60   | 2007年9月9日   | 中国             | 山東省濟南市         | 山東省體育中心               |      |
| 61   | 2007年9月14日  | 马来西亚         | 聯邦直轄區吉隆坡     | 武吉加里爾國家體育場         |      |
| 62   | 2007年9月16日  | 中国             | 江蘇省常州市         | 常州淹城內城中心廣場         |      |
| 63   | 2007年9月21日  | 中国             | 山東省青島市         | 頤中體育場                   |      |
| 64   | 2007年9月23日  | 中国             | 江蘇省蘇州市         | 蘇州市體育中心體育場         |      |
| 65   | 2007年9月28日  | 中国             | 浙江省海寧市         | 海寧市體育中心東廣場         |      |
| 66   | 2007年9月30日  | 中国             | 北京市               | 北京豐台體育中心             |      |
| 67   | 2007年10月1日  | 中国             | 北京市               | 北京豐台體育中心             |      |
| 68   | 2007年10月5日  |                  | 新南威爾士州悉尼     | 雪梨娛樂中心                 |      |
| 69   | 2007年10月7日  | 維多利亞州墨爾本 | 沃達豐體育館         |                              |      |
| 70   | 2007年10月21日 | 中国             | 廣東省佛山市         | 順德體育場                   |      |
| 71   | 2007年10月26日 | 中国             | 江蘇省無錫市         | 無錫體育中心體育場           |      |
| 72   | 2007年10月27日 | 中国             | 江蘇省揚州市         | 揚州大虹橋體育場             |      |
| 73   | 2007年11月2日  | 中国             | 福建省廈門市         | 廈門體育中心體育場           |      |
| 74   | 2007年11月4日  | 中国             | 四川省綿陽市         | 綿陽南河體育中心             |      |
| 75   | 2007年11月9日  | 中国             | 廣東省中山市         | 中山體育場                   |      |
| 76   | 2007年11月11日 | 中国             | 雲南省昆明市         | 拓東體育場                   |      |
| 77   | 2007年11月16日 | 中国             | 海南省海口市         | 海口世紀廣場                 |      |
| 78   | 2007年11月18日 | 中国             | 貴州省貴陽市         | 貴陽市新體育場               | 加場 |
| 79   | 2007年11月23日 | 中国             | 廣東省韶關市         | 韶關西河體育中心體育場       |      |
| 80   | 2007年11月29日 | 中国             | 廣東省深圳市         | 深圳體育場                   | 加場 |
| 81   | 2007年12月1日  | 中国             | 上海市               | 上海體育場                   | 加場 |
| 82   | 2007年12月6日  | 中国             | 廣西省桂林市         | 桂林市體育中心               |      |
| 83   | 2007年12月9日  | 中国             | 四川省成都市         | 成都体育中心                 | 加場 |
| 84   | 2007年12月12日 | 中国             | 廣東省珠海市         | 珠海體育中心體育場           |      |
| 85   | 2007年12月16日 | 美国             | 新澤西州大西洋城     | 印度宮殿大酒店               | 加場 |
| 86   | 2007年12月16日 | 美国             | 新澤西州大西洋城     | 印度宮殿大酒店               | 加場 |
| 87   | 2007年12月19日 | 加拿大           | 安大略省多倫多       | 加拿大航空中心               | 加場 |
| 88   | 2007年12月22日 | 美国             | 內華達州拉斯維加斯   | 凱撒皇宮大酒店羅馬大劇場     | 加場 |
| 89   | 2007年12月22日 | 美国             | 內華達州拉斯維加斯   | 凱撒皇宮大酒店羅馬大劇場     | 加場 |
| 90   | 2007年12月29日 | 中国             | 廣東省廣州市         | 天河體育場                   | 加場 |
| 91   | 2007年12月30日 | 中国             | 廣東省廣州市         | 天河體育場                   | 加場 |
| 92   | 2008年1月5日   | 新加坡           | 新加坡               | 新加坡室內體育館             | 加場 |
| 93   | 2008年1月6日   | 新加坡           | 新加坡               | 新加坡室內體育館             | 加場 |
| 94   | 2008年1月9日   | 新西兰           | 奧克蘭               | Vector Arena                 |      |
| 95   | 2008年1月12日  | 臺灣             | 台北市               | 台北小巨蛋                   | 加場 |
| 96   | 2008年1月13日  | 臺灣             | 台北市               | 台北小巨蛋                   | 加場 |
| 97   | 2008年1月18日  | 马来西亚         | 彭亨雲頂高原         | 雲星劇場                     |      |
| 98   | 2008年1月19日  | 马来西亚         | 彭亨雲頂高原         | 雲星劇場                     |      |
| 99   | 2008年1月20日  | 马来西亚         | 彭亨雲頂高原         | 雲星劇場                     |      |
| 100  | 2008年1月25日  | 香港             | 香港特別行政區       | 西九龍中天地                 | 加场 |
| 101  | 2008年1月26日  | 香港             | 香港特別行政區       | 西九龍中天地                 | 加场 |
| 102  | 2008年1月27日  | 香港             | 香港特別行政區       | 西九龍中天地                 | 加场 |
| 103  | 2008年2月1日   | 香港             | 香港特別行政區       | 西九龍中天地                 | 加场 |
| 104  | 2008年2月2日   | 香港             | 香港特別行政區       | 西九龍中天地                 | 加场 |
| 105  | 2008年2月3日   | 香港             | 香港特別行政區       | 西九龍中天地                 | 加场 |

## 唱片專輯
演唱會唱片於2008年12月24日率先推出香港版本CD、DVD ；而後於2009年1月23日推出香港版本BD與ENCORE版本台北LiveCD、DVD。

### 曲目（香港站）

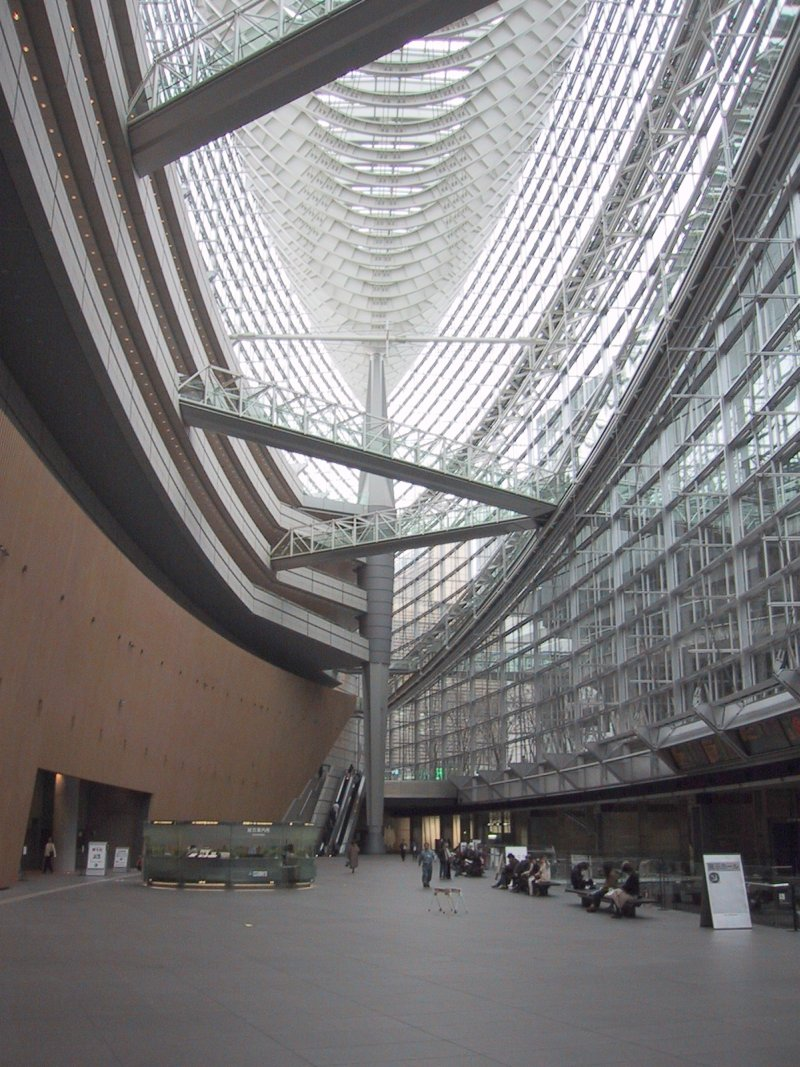
巡演場地之一的日本東京國際論壇大樓

|    | 日期       | 專輯                     | 選取歌曲數目 |
| -- | ---------- | ------------------------ | ------------ |
| 1  | 1985.04    | 《Smile》                | 1            |
| 2  | 1985.12    | 《遙遠的她AMOUR》        | 1            |
| 3  | 1991.01    | 《情不禁》               | 1            |
| 4  | 1992.05.13 | 《真情流露》             | 1            |
| 5  | 1992.12    | 《愛火花》               | 2            |
| 6  | 1993.03.05 | 《吻別》                 | 1            |
| 7  | 1993.07.24 | 《我與你》               | 2            |
| 8  | 1994.12    | 《祝福》                 | 1            |
| 9  | 1994.05    | 《餓狼傳說》（EP）       | 1            |
| 10 | 1995.06    | 《過敏世界》             | 1            |
| 11 | 1997       | 《雪狼湖》               | 3            |
| 12 | 1998.06    | 《釋放自己》             | 1            |
| 13 | 2004.04.20 | 《Life Is Like A Dream》 | 3            |
| 14 | 2007.01.26 | 《在你身邊》             | 2            |
| 15 | 1999.01    | 《有個人》               | 1            |
| 16 | 1995.03.16 | 《真愛新曲＋精選》       | 1            |
| 17 | 2002.10    | 《他在那裡》             | 1            |
| 18 | 2004.10.05 | 《活出生命LIVE演唱會》   | 2            |
| 19 | 1989       | 《只願一生愛一人》       | 1            |

（整理中）
CD 1
1. 《爱·火·花》
2. 《头发乱了》
3. 《和好不如初》
4. 《听天由命》
5. 《一千个伤心的理由》
6. 《情已逝》
7. 《祇想一生跟你走》
8. 《走不掉》
9. 《饿狼传说》
10. 《摇摇》
11. 《讲你知》
12. 《给朋友》
13. 《在你身边》

CD 2
1. 《红色》
2. 《屈到病》
3. 《小城大事》
4. 《天黑黑》
5. 《每天爱你多一些》
6. 《吻别》
7. 《忘记他》
8. 《是否在恋爱》
9. 《爱是永恒》
10. 《男人本该妒忌》
11. 《妳是爱我的》
12. 《一个人的牺牲》
13. 《命运曲》
14. 《如果·爱》

CD 3
1. 《今晚要尽情》
2. 《非常夏日》
3. 《暗恋你》
4. 《夕阳醉了》
5. 《你的名字·我的姓氏》
6. 《还是觉得你最好》
7. 《月半弯》
8. 《真情流露》
9. 《祝福》

### 曲目（台北站）
【CD 1】
1. 《爱火花》
2. 《头髮乱了》
3. 《和好不如初》
4. 《听天由命》
5. 《一千个伤心的理由》
6. 《一路上有你》
7. 《祇想一生跟你走》
8. 《走不掉》
9. 《饿狼传说》
10. 《摇瑶》
11. 《讲妳知》
12. 《大地恩情》
13. 《给朋友》
14. 《在你身边》

【CD 2】
1. 《红色》
2. 《屈到病》
3. 《每天爱你多一些》
4. 《吻别》
5. 《忘记他》
6. 《是否在恋爱》
7. 《爱是永恒》
8. 《男人本该妒忌》
9. 《妳是爱我的》
10. 《一个人的牺牲》
11. 《命运曲》
12. 《如果·爱》

【CD 3】
1. 《今晚要尽情》
2. 《非常夏日》
3. 《我等到花儿也谢了》
4. 《忘记你我做不到》
5. 《情网》
6. 《真爱》
7. 《好久不见》
8. 《她来听我的演唱会》
9. 《谁想轻轻偷走我的吻》
10. 《烦恼歌》
11. 《月半弯》
12. 《想和你去吹吹风》
13. 《心如刀割》
14. 《祝福》

## 获奖
- “最佳演唱会”奖项（《第八届华语音乐传媒大奖》颁发）[7]

## 外部連結
- 世界巡演官方網站（页面存档备份，存于）